# Afrocarpus usambarensis
Afrocarpus usambarensis é uma espécie de conífera da família Podocarpaceae. A árvore é endêmica da Tanzânia, em habitats de domínio afromontano.